# Iranduba
Iranduba is een gemeente in de Braziliaanse deelstaat Amazonas. De gemeente telt 60.993 inwoners (schatting 2022).

## Geografie

### Hydrografie
De stad ligt aan de rivier de Solimões (Amazone). De gemeente ligt tussen de rivieren de Amazone en de Negro, die hier ook samenvloeien.

### Aangrenzende gemeenten
De gemeente grenst aan Manacapuru en Novo Airão. En over water aan Careiro da Várzea, Manaquiri en Manaus.